# Référendums en Ouganda
Les référendums sont possibles en Ouganda à l'initiative de plusieurs de ses institutions ainsi que de la population, la constitution ougandaise augmentée d'une loi référendaire offrant un cadre légal à cette forme de démocratie directe.

## Fondements
L'article 255 de la constitution de 1995 établit que le Parlement doit légiférer pour garantir aux citoyens le droit de demander à la Commission Électorale la tenue d'un référendum national ou local, au résultat contraignant. Les référendums peuvent porter sur n'importe quel sujet, à l'exception explicite de projets allant à l'encontre des droits et libertés fondamentales de l'Homme.
Les articles 74 et 259 imposent par ailleurs la tenue d'un référendum obligatoire pour tout changement du système politique du pays ou amendement de la constitution portant sur certains passages spécifiques. La mise en œuvre et les conditions d'organisation des référendums font l'objet du « Referendum and other provisions Act » de 2005.

## Référendum d'origine populaire
Un référendum d'initiative populaire peut être mis en œuvre à la condition de réunir les signatures d'au moins 10 % du total des électeurs inscrits sur les listes électorales, réunies dans au moins un tiers des 127 districts de l'Ouganda. En 2016, un total de 15 277 198 électeurs étaient inscrits sur les listes, ce qui équivaut à un seuil d'un peu plus d'un million et demi de signatures. En pratique, le nombre de signatures à collecter est cependant plus élevé pour pallier le nombre variable de signatures invalides ou en double. La Commission électorale vérifie la validité des listes de signatures et en rend publique la composition.
Dans le cas d'un référendum local, les signatures d'un tiers des inscrits du territoire concerné sont nécessaires.

## Référendum obligatoire
Tout projet, qu'il soit d'origine parlementaire ou populaire, doit être approuvé en seconde et troisième lecture par au moins deux tiers du total des membres du parlement puis soumis à référendum s'il concerne les articles suivant :
Chapitre 1, articles 1 et 2 : souveraineté du peuple et primauté  de la constitution

Chapitre 4, article 44 : Interdiction de déroger aux droits et libertés de l'Homme

Chapitre 5, articles 69, 74 et 75 : Système politique, procédure de révision de celui-ci et interdiction du régime à parti unique 

Chapitre 6, article 79-2 : Fonctionnement du parlement 

Chapitre 7, article 105-1 : Durée du mandat présidentiel

Chapitre 8, article 128-1 : Indépendance du pouvoir judiciaire

L'intégralité du Chapitre 16 : Chefs traditionnels et culturels

Dans le cas d'un projet modifiant le système politique du pays, un référendum a obligatoirement lieu à l'initiative :
- Du parlement, à la majorité absolue du total de ses membres;
- D'une majorité du total des membres des conseils de district d'au moins la moitié des districts du pays.
- Des signatures de 10 % des inscrits, provenant d'au moins les deux tiers des circonscriptions électorales du pays.

Un tel projet ne peut être mis en œuvre que dans la quatrième année du mandat du parlement. L'établissement d'un régime à Parti unique est explicitement interdit par l'article 75 de la constitution.

### Conditions de validité
Le référendum est légalement contraignant. Aucune majorité qualifiée ou quorum de participation n'est exigé pour chacun d'eux, la majorité absolue suffit.